# Grallaria excelsa
Pita-formigueira-grande ou torom-distinto (Grallaria excelsa) é uma espécie de ave da família Formicariidae.
É endémica da Venezuela.
Os seus habitats naturais são: regiões subtropicais ou tropicais húmidas de alta altitude.
Está ameaçada por perda de habitat.